# Sima de Jinámar
La Sima de Jinámar és un tub de lava o xemeneia volcànica de 76 metres de profunditat, formada a partir de les erupcions de la Caldera de Bandama. Està situada a l'illa de Gran Canària, terme municipal de Telde (Província de Las Palmas) El 1996 fou declarada pel Govern de Canàries, Patrimoni històric i Bé d'interès cultural.
La boca de l'avenc, està situada a la cota 245 i delimitada per un cercle de protecció de 30 metres de diàmetre (Coordenada UTM projecció Mercator, Fus 28 3.009.600/456365) a una distància de 5 km del poble de Jinámar Fou explorada parcialment durant la dècada de 1970 pel Grup Universitari d'Espeleologia de Gran Canària que confirmà l'existència de restes humanes a les profunditats.

## Memòria Històrica
Les primeres referències etno-històriques escrites, daten del 1393 i relaten l'execució de 13 frares mallorquins que foren llençats vius a l'interior del tub volcànic.
Les constants agressions, la captura d'esclaus i els saquejos a què eren sotmesos els aborígens per part de navegants, i pirates europeus i espanyols, foren possiblement el detonant que desencadenà la ira dels illencs contra els 13 missioners, acusats de connivència amb els invasors.
La Conquesta de les Illes Canàries per part de la Corona de Castella es va produir entre el 1402 i el 1496 i va delmar greument la població autòctona. No es tenen dades fidedignes del nombre de víctimes d'aquell període, però no es descarta que els avencs volcànics, els barrancs i altres indrets similars fossin escenaris d'execucions massives i desaparicions forçoses de persones.
Durant la Guerra Civil Espanyola, la Sima de Jinámar cobrà un nou protagonisme i es convertí en una immensa fossa on foren llançats nombrosos dirigents republicans, militants de partits d'esquerres, sindicalistes, membres d'organitzacions obreres i opositors del Franquisme. La veracitat dels fets fou corroborada per testimonis i quedà confirmada per les troballes de restes humanes, joies, sabates, i efectes personals, barrejats amb deixalles, cadàvers d'animals i capes de calç. Es desconeix el nombre de persones que foren assassinades.
Actualment hi ha diversos historiadors, arqueòlegs i científics que treballen en la investigació, recuperació i identificació de les víctimes, i en la dignificació de l'espai.